# Криміналістичне прогнозування
Криміналістичне прогнозування — система наукових досліджень про загальні закономірності побудови та перевірки прогнозів, які відбивають перспективи і напрями розвитку криміналістики та її способів дослідження в майбутньому. Криміналістичне прогнозування є науково-практичною діяльністю для отримання тенденцій, напрямів та шляхів розвитку криміналістично значущих об'єктів за допомогою застосування спеціальних методів і методик. Також займається вдосконаленням методів та засобів здійснення розслідування, розширення доказової бази, своєчасного введення нормативного регулювання і відповідальності. 
Розрізняють наступні групи методів криміналістичного прогнозування:
- отримання вихідної інформації (усної і письмової) для прогнозування;
- обробка вихідної інформації — екстраполяція, якісні і кількісні екстраполяційні схеми;
- отримання прогнозу через моделювання;
- поточна і відповідна верифікація (перевірка й оцінка) прогнозу.

За масштабом охоплення обставин і фактів, за обсягом розв'язуваних завдань процесу доказування у судово-слідчій практиці розрізняють прогнозування:
- стратегічне — прогнозування перспектив розслідування і судового розгляду по справі в цілому з моделюванням наслідків процесуальних рішень;
- тактичне — прогнозування результативності планових тактичних операцій, слідчих дій та прийомів з метою вирішення поточних завдань у відповідних конкретних ситуаціях розслідування і судового розгляду;
- індивідуальне — прогностична модель можливої поведінки процесуальних і не процесуальних учасників поперед, розслідування та судового розгляду, можливих місця і часу вчинення нових злочинів, що готуються, і можливих місць їх переховування.

Отриманні результати криміналістичного прогнозування сприяють насамперед оцінці та усвідомленню реального стану злочинності, прогнозуванню динаміки її зростання і відповідно визначити можливі зміни в правоохоронній діяльності, спрямованій на розкриття та розслідування злочинів задля їхньому запобіганню.